# Episodi di Casualty (sedicesima stagione)
La sedicesima stagione della serie televisiva Casualty è stata trasmessa in anteprima nel Regno Unito da BBC One tra il 15 settembre 2001 e il 29 giugno 2002.
| nº | Titolo originale                              | Titolo italiano | Prima TV UK       | Prima TV Italia |
| -- | --------------------------------------------- | --------------- | ----------------- | --------------- |
| 1  | Holding the Baby                              |                 | 15 settembre 2001 |                 |
| 2  | Dirty Laundry                                 |                 | 22 settembre 2001 |                 |
| 3  | All's Fair                                    |                 | 29 settembre 2001 |                 |
| 4  | Crash Course                                  |                 | 6 ottobre 2001    |                 |
| 5  | Bringing Up Baby                              |                 | 13 ottobre 2001   |                 |
| 6  | White Lies                                    |                 | 20 ottobre 2001   |                 |
| 7  | Facing the Future                             |                 | 27 ottobre 2001   |                 |
| 8  | For My Next Trick                             |                 | 3 novembre 2001   |                 |
| 9  | Distant Elephants                             |                 | 10 novembre 2001  |                 |
| 10 | It's a Family Affair                          |                 | 17 novembre 2001  |                 |
| 11 | The Morning After                             |                 | 24 novembre 2001  |                 |
| 12 | Best Intentions                               |                 | 1º dicembre 2001  |                 |
| 13 | Someone to Watch Over Me                      |                 | 8 dicembre 2001   |                 |
| 14 | Happily Ever After                            |                 | 15 dicembre 2001  |                 |
| 15 | Life and Soul                                 |                 | 22 dicembre 2001  |                 |
| 16 | Consequences                                  |                 | 26 dicembre 2001  |                 |
| 17 | Playing with Fire                             |                 | 29 dicembre 2001  |                 |
| 18 | Checking In, Checking Out                     |                 | 5 gennaio 2002    |                 |
| 19 | Blowing the Whistle                           |                 | 12 gennaio 2002   |                 |
| 20 | You're Going Home in the Back of an Ambulance |                 | 19 gennaio 2002   |                 |
| 21 | Only the Lonely                               |                 | 26 gennaio 2002   |                 |
| 22 | In the Heat of the Night                      |                 | 2 febbraio 2002   |                 |
| 23 | Acceptance                                    |                 | 9 febbraio 2002   |                 |
| 24 | Nobody's Perfect                              |                 | 16 febbraio 2002  |                 |
| 25 | What Becomes of the Broken Hearted            |                 | 23 febbraio 2002  |                 |
| 26 | Life Incognito                                |                 | 2 marzo 2002      |                 |
| 27 | You Can't Take Them All Home with You         |                 | 9 marzo 2002      |                 |
| 28 | Past, Present, Future                         |                 | 16 marzo 2002     |                 |
| 29 | Memories                                      |                 | 23 marzo 2002     |                 |
| 30 | Hearts and Minds                              |                 | 30 marzo 2002     |                 |
| 31 | Dominoes                                      |                 | 6 aprile 2002     |                 |
| 32 | Waving Not Drowning                           |                 | 13 aprile 2002    |                 |
| 33 | Big Rocks and Very Hard Places                |                 | 20 aprile 2002    |                 |
| 34 | Scapegoat                                     |                 | 27 aprile 2002    |                 |
| 35 | Too Close for Comfort                         |                 | 4 maggio 2002     |                 |
| 36 | The Sting                                     |                 | 18 maggio 2002    |                 |
| 37 | Denial                                        |                 | 8 giugno 2002     |                 |
| 38 | Taking It All Back to the Streets             |                 | 15 giugno 2002    |                 |
| 39 | Broken Hearts                                 |                 | 22 giugno 2002    |                 |
| 40 | Code Red                                      |                 | 29 giugno 2002    |                 |